# Ladakhomorpha longipes
Ladakhomorpha longipes är en insektsart som beskrevs av Frank H.Hennemann och Oskar V.Conle 1999. Ladakhomorpha longipes ingår i släktet Ladakhomorpha och familjen Diapheromeridae. Inga underarter finns listade i Catalogue of Life.